# آلن گروملون
آلن گروملون (انگلیسی: Alain Grumelon؛ زادهٔ ۲۲ ژوئن ۱۹۵۷) بازیکن فوتبال است.
وی همچنین در تیم ملی فوتبال زیر ۲۱ سال فرانسه بازی کرده‌است.